# Айна Вільберг
А́йна Ві́льберг, при народженні Олена Зіновіївна Білоус (10 січня 1985, Каховка, Херсонська область, Українська РСР) — українська співачка, акторка, вокальна педагогиня, поетеса, композиторка й авторка пісень.

## Біографія
Народилася в Каховці 10 січня 1985 року. 2002 року вступила в Київське Державне Вище Музичне Училище імені Р. М. Глієра за спеціальністю естрадний вокал, закінчила навчальний заклад у 2006 році. Співачка брала участь у музичних групах різноманітних напрямків — від класики до ню-металу. Викладає спів у мовній позиції за методикою видатного педагога сучасності Сету Ріггс, вважаючи цю методику постановки голосу найкращим і найкоротшим шляхом до вокального успіху. Паралельно розробляє власну школу співу, засновану на базі звільнення голосу через розкріпачення тіла. Працювала як вокальний коуч у таких телевізійних проєктах, як «Фабрика зірок», «ШОУМАSТГОУОН», з азербайджанським шоу талантів «Велика сцена», а також готувала до учасників Євробачення в Баку в 2013 році. В «Голосі країни» активно працювала з учасниками з команд Святослава Вакарчука та Ані Лорак. Займалася з гуртом «ВІА Гра», а також багатьма зірками і талантами України.

## Останні події
24 лютого 2023 — вийшов сингл «Молода».
21 березня  2023 — вихід EP, збірки військових пісень «Заслухалась», цього ж дня вийшла відео робота на пісню «Заслухалась».
23 березня — благодійний захід для дітей ВПО з Херсонщини.
10 квітня 2023 — світ почув новий сингл «Наречений».
24 квітня 2023 — випуск альбому на всіх музикальних майданчиках.

### Останні відео
Aina Vilberh — ЗАСЛУХАЛАСЬ | Нове відео українським воїнам 2023
Aina Vilberh — Молода | Official music video 2023
Aina Vilberh & Jezusman — Dancing Love (Lyric video)
Aina Vilberh & Jezusman — Dancing Love (Ustaaal remix)

## Творча діяльність

### Bazza-R
У 2000 році Айна Вільберг увійшла до складу організованого нею гурту, який до 2002 року називався «Звуковий бар'єр». Пізніше колектив змінив назву на «Bazza-R». За словами учасників, їх музика «легша, ніж хард-рок, і важча, ніж рок-попс».
29-30 червня 2003 року в Києві, на Контрактовій площі, музиканти взяли участь у IX Всеукраїнському молодіжному фестивалі «Перлини сезону», де колектив був представлений у номінації — «рок-музика», та отримав диплом фестивалю.
1 травня 2004 в Каховці під патронатом Президента України Леоніда Кучми та за підтримки Міністерства культури і мистецтв України пройшов 13-й Міжнародний фестиваль «Таврійські ігри», в якому взяла участь і «Bazza-R». Музиканти виконали п'ять композицій українською мовою. Колектив, також як і всі інші учасники фестивалю, виконував пісні наживо, це була одна з умов організаторів заходу.

### Etwas Unders

Айна Вільберг у складі «Etwas Unders»

З 2004 року Вільберг стала учасницею альтернативної групи «Etwas Unders», прийшовши на заміну колишньої вокалістки Тетяни, у якої була розбіжність поглядів на творчість і значна зайнятість на роботі. Вільберг була помічена і позитивно оцінена на концерті ще існуючої її групи в будинку культури НТУУ «КПІ ім. І. Сікорського». У новому складі Etwas Unders оновлює вокальні партії на попередні пісні і починає готувати інший матеріал.
За два роки свого існування колектив давав концерти майже у всіх обласних центрах України. Одні з головних фестивальних досягнень — перша премія на рок-фестивалі «Тарас Бульба», а також звання «Найкращий альтернативний колектив України 2006 року» за оцінкою фестивалю «The Global Battle Of The Bands».
У 2006 році успішно пройшли всі відбіркові тури всесвітнього конкурсу «The Global Battle Of The Bands 2006» та фінальному концерті в концерт-холі «Асторія» у Лондоні представили Україну.
Запис дебютного альбому оголосили і почали в середині 2006 року, паралельно знімаючи кліп, реліз планувався на жовтень. Однак його появу було перенесено на потім. Після закінчення активного концертного періоду гурту Айна Вільберг покинула колектив, вирішивши концептуально змінити творчий напрямок і відмовитися від того негативу і агресії, яку частково гурт висловлював у своїх піснях.

### Satory Seine
Сольну кар'єру Айна Вільберг почала під псевдонімом Satory Seine в 2006 році спільно з автором більшості своїх треків, діджеєм і продюсером DJ Noiz, обидва виконавці працюють з лейблом «Send Records». Satory Seine серйозно захоплена східною філософією. Свої знання і практики дзен-буддизму вона сміливо переносить у творчість. 7 квітня 2007 року Satory Seine дебютувала перед клубною аудиторією. Перший виступ вокалістки відбувся в рамках проєкту Live & Famous, разом з голландським діджеєм і продюсером Eddy Good. Під час перфомансу з успіхом був презентований CD «Live & Famous», у записі якого взяли участь Eddy Good і Satory Seine.
Вільберг із відверто «не форматною» піснею англійською мовою відкрила концерт «Пісні року». 4 грудня 2007 року DJ Sender і Satory Seine на головному концертному майданчику країни-у палаці «Україна» на гала-концерті «Золота Шарманка» представляють свою першу спільну хаус-композицію «I Love You», яку визнали проривом року. В цьому треку вдалося досягти балансу між клубною електронною і поп-музикою. Ритмічні хіти з голосом Satory Seine регулярно звучать на радіостанціях Kiss FM, Ренесанс, Шарманка, DJ FM. В цьому ж році виступила на гала-концерті церемонії нагородження найкращих представників української танцювальної культури Ukrainian Dance Music Awards, виконала свій перший трек в стилі vocal trance — «Sparkle Of Truth», записаний у співпраці з DJ Kex, і вперше для широкої аудиторії була представлена композиція «Gentle Motive», написана спільно з композитором лейблу Send Records DJ Noiz. Далі був спільний виступ з Dj Sender на церемонії нагородження TopDj, де були представлені роботи «Kiss You» і перша в репертуарі артистки пісня російською мовою «Мой друг». Далі йдуть не менш успішні роботи в тандемі з Dj Noiz: «Beautiful Story», «Vanity Of Vanities». Пізніше спільно з Drive Dealers створюють треки «Addiction», «Space Migrator», «We Can Talk».
Робота Satory Seine у 2007 році з українським електронним дуетом 2Special приносить результати у вигляді таких робіт, як «I Think», «Dance On The Cloud» і «One Love». У хіт-параді Tendance радіостанції Kiss FM композиція «Dance On The Cloud» кілька тижнів займала верхні позиції. Співачка Satory Seine з'явилася на сторінках листопадового номера українського видання Elle. 2008 року резидент клубу «Arena» DJ Romantic спільно з Andi Vax і Satory Seine записав трек «Next Kiss». Drive Dealers і Satory Seine в цей час складають нову композицію під назвою «April». Під час вечірки DJmag start party відбулася прем'єра для багатотисячної аудиторії спільного треку Satory Seine і Drive Dealers «Space Migrator». 5 листопада відбувся завершальний етап знімання відеокліпу на пісню «Gentle motive». Продюсерами кліпу виступили генеральний директор лейблу «Send Records» Євген Євтухов і директор співачки Михайло Малий.
У 2009 році Satory Seine повертається на українську танцювальну сцену з новим треком «Lazy Girl», виконаним з французькою хаус-зіркою Muttonheads. Muttonheads запропонував Satory попрацювати разом над створенням нового твору. Автором тексту виступив Mike.M. Запис вокальної партії співачки проходив на студії Send Records. Реліз Lazy Girl (Ugostar & Daxto) відбувся на популярному французькому лейблі «Zero 1». На початку літа 2009 року виконавиця записує кілька реміксів спільно з українським діджеєм Jim Pavloff, і вони вдвох як лайв-проєкт виступають на фестивалі Global Gathering Ukraine, де виконали трек «Solaris». 2009 року відбувся реліз CD-альбом, записаний спільно з Сергієм Любинским (Knob) гітаристом групи «ТОЛ», який отримав назву «Пальне». До альбому увійшло 12 композицій. Далі в 2010 році співачка створює спільний проєкт з продюсеркою, DJ і букінг агенткою, співвласницею концертного агентства Dj Boutique booking agency — Waris, який отримав назву «Risky Doubt». Виконавиці спільно з ізраїльським продюсером Matan Caspi записали дві композиції «don't be cruel» і «And sometimes». Реліз пісень відбувся на радіостанціях «Pacha Recordings» і «Enormous Tunes». 2011 року випустила свій дебютний сольний англомовний альбом, що отримав назву «Day», в який увійшло 12 композицій.

### Core Yatis
У 2012 році виконавиця спільно з музикантом Олександром Шульгою створила суто студійний проєкт «Core Yatis», розрахований на дев'ять треків. Концепція зав'язана на дев'яти планетах сонячної системи. Більшість пісень написані вигаданою мовою, кілька англійських композицій і одна російською.
На однойменну з назвою колективу пластинку потрапило дев'ять композицій, в яких сплелися аналогові синтезатори, біти, оркестрові та етнічні інструменти, прикрашені вокалом. Музична стилістика альбому складається з поєднання тріп-хопу, даунтемпо, індітроніки та легкими вкрапленнями етнічних мотивів. Офіційний реліз в iTunes Store відбувся 23 липня 2013 року. Запис матеріалу відбувалася у столичній студії Віталія Телезина «211 Recording», а мастеринг платівки був зроблений у бристольській студії «Optimum Mastering».
Паралельно Вільберг знімалася в кіно. Дебютувала в короткометражному фільмі режисера Дениса Сполітак «Між 20 і опівночі», де зіграла роль дівчини-хуліганки. Прем'єра фільму відбулася на Київському Міжнародному кінофестивалі «Молодість», який проходив у Києві 20 — 28 жовтня 2012 року.
У 2013 році Айна Вільберг знялася в драматичному короткометражному фільмі про кохання, який отримав назвою «R3», де виконала головну жіночу роль. Режисером фільму виступив Олександр Лідаговський.

### ВІА Гра
Після оголошення Костянтином Меладзе про закриття колективу з січня 2013 року, колишній генеральний продюсер гурту Дмитро Костюк, якому належали права на бренд «ВІА Гра» й суміжні права на репертуар гурту, записаний під час співпраці з лейблом Sony Music Entertainment, в січні розпочав кастинг нового складу гурту незалежно від Костянтина Меладзе.
Айна Вільберг не проходила традиційний кастинг, вона була музичною педагогинею і давала вокальні уроки вже утвореному дуету «ВІА Гра» в складі Дар'ї Ростової і Дар'ї Медової. 15 жовтня 2013 року в Москві відбулася презентація нового складу гурту, де Айна Вільберг була представлена як одна з учасниць. 18 жовтня відбулася презентація в Києві. У грудні 2013 року вийшов дебютний сингл Вільберг у складі гурту під назвою «Магія». Автором композиції виступив Олексій Малахов. Також у грудні 2013 гурт взяв участь у новорічному шоу Першого національного каналу. 2014 року колектив збирався представити альбом «Магія», однак вихід так і не відбувся. 24 березня 2014 року стало відомо, що Дар'я Медова і Айна Вільберг покинули гурт. Однак що саме стало причиною відходу, артистка воліла не говорити.

### AINA
Після відходу з гурту «ВІА Гра» в 2015 році, Айна Вільберг створила новий проєкт під назвою «AINA», разом з Микитою Будашем, відомим по українському електро-панк-гурті «Dead Boys Girlfriend». Цей проєкт об'єднує електронні аранжування, гітарні і вокальні партії. Дует презентував свою дебютну EP-платівку «Portal» 10 червня 2015 року. До платівки увійшли п'ять російськомовних композицій, спродюсовані Костянтином Костенком. Музиканти говорять, що їм вдалося створити власний спокійний, дуже особистий світ, яким вони діляться через «портал» гітарних мантр Микити і просторового, але з легким надривом вокалу Айни. Дебютний виступ нового проєкту відбувся 14 червня 2015 року на музичному фестивалі «Green Light Festival».
У 2016 році Вільберг продовжила творчу діяльність і випустила ряд нових робіт. 8 липня була представлена пісня «Zveroboj» у рамках проєкту "AINA. Вона була викладена в мережу для вільного прослуховування 6 липня 2016 року на музичному інтернет-магазині «Bandcamp». Наступного дня відбулася прем'єра в аудіо журналі «STEREOBAZA» на радіостанції «Просто Раді.О» (Україна). Також на цю композицію представлений офіційний ремикс, створений за підтримки проєкту «EΛEVEN», керівником якого є московський продюсер і мультиінструменталист Олексій «Прохір» Мостиєв: «Zveroboj (remix by EΛEVEN)». Прем'єра ремиксу відбулася 7 серпня 2016 року. У грудні того ж року Вільберг випустила сольну роботу — дебютну пісню з прийдешнього альбому під назвою «Ландыши». Музику для пісні написав творчий об'єднанням музиканта Олексія Drizzit і струнного квартету «Гольфстрім». Після прем'єри синглу відбувся офіційний реліз відеокліпу на пісню, режисером якого виступив Ubiк Litvin. Також в 2016 році Вільберг взяла участь у саундтреку до 56-го повнометражного мультфільму від Walt Disney Animation Studios «Ваяна». Вона озвучила персонажку Сіну, матір головної героїні, і виконала пісню «Де ти є» для саундтреку. Цей мультфільм вийшов до українських кінотеатрів 22 грудня 2016 року.
У 2017 році Вільберг поєднує сольну творчість з проєктом «AINA». 14 лютого 2017 року співачка представила в тандемі з фіналістом сьомого сезону шоу «X-Фактор» Олександром Юпатовим свою нову пісню «Наречена». Режисеркою кліпу виступила сама Айна Вільберг. У березні того ж року вийшла сольна пісня «У меня была мечта», музику і слова якої написала Вільберг. 10 квітня 2017 року у проєкту «AINA» вийшов мініальбом «Суша», який включає чотири композиції російською мовою, тексти і мелодії яких були написані Вільберг, а музичне наповнення було створене Микитою Будашем. Це була остання робота проєкту «AINA», далі пісні виходили без участі Микити, Вільберг працювала сольно. У тому ж році випустила кілька нових пісень: «Алиса», «Белые лилии», «Одуванчики», «Пригадай», на слова Лізи Готфрік, і «Мама говорила», виконану разом з українською співачкою Луною. У листопаді 2017 року Вільберг випустила дуетний сингл з Юрієм Водолажським під псевдонімом «Wodo» — «Ядовитый пион».
У січні 2018 року вийшла пісня українською мовою «Свята Марія», записана спільно з жіночим ансамблем «Alter Ratio». У лютому відбувся реліз пісні «Хай буде добре всім», записаної спільно з дітьми з школи High Up, де Вільберг викладала уроки з вокалу. Також в лютому вийшла її нова пісня «Андромеда и стекло», на яку вона написала слова, а аранжування зробив Олег Пашковский. У лютому ж вийшла ще одна пісня українською мовою «Колискова», записана з учнями школи High Up. У липні вийшов кліп співачки Даші Астаф'євої на пісню «Самое главное» (ANDI VAX Remix) ", в якому Айна Вільберг взяла участь. У вересні вона випустила пісню вигаданою мовою «Eika», записану спільно з Алісою Гуровою. Пісня була написана мовою живого духу і створювалася спеціально для дуету, щоб посилити енергетичний потік. 2018 року вийшла її нова пісня «Чёрный бит», до якої вона написала музику та слова. У грудні знялася в кліпі співачки Ольги Горбачової «Лучшая в мире». Також в грудні вийшов американський комедійний пригодницький музичний фільм, заснований на серії книг Памели Треверс про няню-чарівницю «Мері Поппінс повертається», де Вільберг озвучила головну героїню, Мері Поппінс, в українській озвучці виконала сім пісень з фільму для саундтреку.
У 2019 році Вільберг випустила кілька нових пісень: «Вільні люди», «Хризантеми», «Незабудки», «Космическая роза» і «Mermaid». Озвучила персонажку Менді в українській озвучці комп'ютерно-анімаційного фільму «UglyDolls. Ляльки з характером». У короткометражному фешн фільмі «AINA. Interview» вона виконала головну роль. Фільм був зрежисований Мариною Рибалко. У жовтні вийшов кліп на пісню «Чёрный бит», режисером якого виступив Ubik Litvin.
У січні 2020 року відбувся реліз пісні «Холода» разом з виконавцем RAJA, а в лютому вийшов кліп на пісню «Sexy Boy», знятий режисером Ubik Litvin. Влітку 2020 року вийшла пісня і кліп «Качели», а наприкінці жовтня Вільберг випустила пісню англійською мовою «Monster», за участю DJ Kon', який виступив у цьому фіті під псевдонімом Zugzwang. 
У кінці року вона заснувала власний музичний лейбл «4udotvorec». 2 квітня 2021 року вийшла пісня українською мовою «Dancing Love», записана спільно з Jezusman, екссолістом гурту «Lucky4». 19 квітня відбувся вихід альбому «Колокольчик», який складається з 11 пісень російською мовою. Авторкою музики і слів усіх пісень, а також продюсеркою альбому виступила Айна Вільберг. 21 квітня вийшло лірик-відео на пісню «Дикая» з альбому «Колокольчик». 9 серпня відбувся вихід альбому «Цветочный альбом», до якого увійшли сім раніше виданих синглів: «Ландыши», «Одуванчики», «Хризантемы», «Незабудки», «Белые лилии», «Ядовитый пион» і «Космическая роза».

### Творчість після російського вторгнення
2 березня 2022 року, після повномасштабного вторгнення Росії в Україну, Вільберг на своєму YouTube каналі виклала відео з живим виступом, виконавши українською мовою свою пісню «Молода». Співачка поділилася, що пісню було написано за кілька тижнів до початку вторгнення. Під час знімання відео у Києві за вікном лунали сирени та вибухи.
24 лютого 2023 року відбулася прем'єра пісні «Молода» у студійній версії. Пісня вийшла на власному лейблі співачки, «4udotvorec». 21 березня вийшов мініальбом військових пісень «Заслухалась», що складається із чотирьох україномовних пісень: «Молода», «Пані Будь Ласка», «Мамо» та «Заслухалась». Цього ж дня вийшов відеокліп на однойменну пісню «Заслухалась», режисером якого виступив Тарас Воробець. 
Після вторгнення Росії у 2022 році Айна Вільберг почала випускати пісні лише українською мовою.

## Список творів
| Надія Грановська - «Пламя» BeLucci - «Новый день» - «Аэропорты» НеЛюди - «Не любовь» | Луна - «Виграй» - «Луна» - «Осень» Яна Клим и Андрей Царь - «Герой» |  |

## Дискографія

### Студійні альбоми
- 2007 — Etwas Unders
- 2011 — Day
- 2013 — Core Yatis

### Збірники
- 2008 — Gentle Motive
- 2008 — Next Kiss
- 2015 — Solaris
- 2016 — 6 жизней назад

### CD та EP
- 2009 — Пальне
- 2009 — Lazy Girl
- 2012 — Swimming In the Air
- 2015 — Portal

### Сингли
| - Я такая же как ты - Вітер - Не поруш - На небі - Зачекай - Світанок - Махатма - Взаємообмін - Пароль - Mute - Відлига - Munks - П'янке - Screw - Пальне - Film3 - Епілог - Like 120bpm - Паралелі - Retrouth - Don't be cruel (feat. Matan Caspi) - And sometimes (feat. Matan Caspi) - One love (feat. 2Special) - I think (feat. 2Special) - Sparkle of Truth (feat. DJ Kex) - I love you - I'm gone - Dance on the cloud - April - Next Kiss - Someone like me - Addiction - No need to rush - Side by side - 24.iyul - Dance on the Cloud (feat. 2Special) | - Space Migrator (feat. Drive Dealers) - Gentle motive (feat. Noiz) - Solaris (feat. Jim Pavloff) - Kiss You - Beautiful Story - Vanity Of Vanities - Lazy Girl - Мой друг - Time - Tory - Taina - Izytami - Nateya - Izangto - Neft - Ana Hia Sou - Rannet - Магия - Мой свет - Портал - Калейдоскопы - Женщина. Мужчина. Хам. - Я рыба - За океаны и моря - На прощание - 2PM - На прощание - Время - Заново - Разоблачение - Седые ветра - Васильки - Вероятность - Валентинки - Три капельки яда - Акварель - Система - Risky Doubt - Зверобой |  |

## Відеографія

### Сольні кліпи
| Рік  | Кліп                        | Режисер     | Альбом |
| ---- | --------------------------- | ----------- | ------ |
| 2007 | «Gentle motive»(feat. Noiz) | Віталій Сак | Day    |
| 2007 | «Next kiss»                 | Віталій Сак | Day    |

## Фільмографія
| Рік  |    | Українська назва  | Оригінальна назва | Роль              |
| ---- | -- | ----------------- | ----------------- | ----------------- |
| 2012 | кф | Між 20 й опівночі |                   | Дівчина-Хуліганка |
| 2013 | кф | R3                |                   | камео             |

## Саундтреки
- 2016 — «Киев днем и ночью» («Портал»)

## Нагороди та номінації
| Рік  | Премія                         | Категорія                                   | Результат |
| ---- | ------------------------------ | ------------------------------------------- | --------- |
| 2003 | Перлини сезону                 | «Рок-музика»                                | Номінація |
| 2006 | Тарас Бульба                   | «Перша премія»                              | Перемога  |
| 2006 | The Global Battle Of The Bands | «Найкращий альтернативний колектив України» | Перемога  |
| 2007 | Золота Шарманка                | «Прорив року»                               | Перемога  |

## ТВ-проєкти
- 2011 — Фабрика звёзд 4 (Новий канал)
- 2012 — ШОУМАSТГОУОН (Новий канал)
- 2013 — Євробачення (ITV)
- 2013 — Велика сцена (ATV)
- 2014 — Голос країни (1+1)